# Петар Лађевић
Петар Лађевић (Петриња, 1956 — Београд, 17. октобар 2024) био је српски социолог, филозоф, друштвено-политички радник и публициста.

## Биографија
Основне академске студије завршио је на Универзитету у Загребу. Постдипломске студије реализовао је на Универзитету у Београду.
Живео је и радио у Загребу, Лондону. Од 1997. живео је и радио у Београду. У Лондону је радио као лични секретар југословенског милионера и колекционара Ванета Ивановића.
Лађевић је седамдесетих био део групе интелектуалаца који су, потписивали бројне захтеве на тему прогона на основу вербалног деликта (познати и као „петиционашка интелигенција“). Он је био један од покретача прве петиције због кршења права Албанаца и потписник више других сродних апела.
Основао је Српски демократски форум у Хрватској, чији је био дугогодишњи секретар и потпарол. Такође је једна од оснивача Лиге социјалдемократа Хрватске.
Радио је као директор Службе за људска и мањинска права, саветник председника СРЈ др Војислава Коштунице за избегличка питања. У министарству за људска и мањинска права у владама Србије и Црне Горе и Србије био је ангажован на проблемима избегличких и мањинских питања те питањем права српске заједнице у данашњој Хрватској. Био је саветник више министара и влада за област људских и мањинских права. У фокусу свог рада и дјеловања имао је српско-хрватске односе.
Сарађивао је са неколико издавачких кућа као уредник или рецезент објављених књига: „Нови логос“ у Београду, „Профил  Просвета“ у Загребу.
Бошњачко национално вијеће одликовало га је медаљом „Рифат Бурџовић”.
Описиван је као посвећени идеалиста и човјек хуманистичког ангажмана.
Преминуо је у Београду након дуже болести.

## Дела
- Народи и националне мањине Србије, студија, уредник
- Држава и националне мањине, зборник, уредник (2006)
- Етнички мозаик Србије, статистичка студија
- Избеглички корпус у Србији (коаутор са Владимиром Станковићем)
- Етноконфесионални и језички мозаик Србије, уредник и један од аутора (2015)